# Leontien van Moorsel
Pour les articles homonymes, voir Moorsel.

Leontine Martha Henrica Petronella « Leontien » van Moorsel, née le 22 mars 1970 à Boucle, est une coureuse cycliste néerlandaise, qui a dominé le cyclisme dans les années 1990 et le début des années 2000. Elle est également connue sous son nom marié, Leontien Zijlaard-van Moorsel. Durant sa carrière, elle est sur route et sur piste quadruple championne olympique et décuple championne du monde. Elle est également détentrice du record de l'heure entre 2003 et 2015.

## Biographie
Van Moorsel commence sa carrière à la fin des années 1980 et est rapidement l'une des meilleures cyclistes au monde. Elle remporte les deux épreuves internationales majeures sur piste, et sur route. Dans la première moitié des années 1990, elle triomphe sur la Grande boucle féminine à deux reprises, après une concurrence féroce avec la Française Jeannie Longo. Elle est numéro un mondiale en 1992 et 1993.
Van Moorsel abandonne le milieu du cyclisme en 1994 à la suite d'une dépression doublée d'une anorexie nerveuse. C'est avec son entraineur Michael Zijlaard, qu'elle épouse en 1996, qu'elle surmonte ses problèmes de santé. Trois ans plus tard, elle décide de remonter sur un vélo et de participer à nouveau aux compétitions internationales. En 1998, elle est sélectionnée dans l'équipe des Pays-Bas pour les Championnats du monde sur route. Pour son retour, elle remporte la médaille d'argent du contre-la-montre.
Aux Jeux olympiques de 2000 à Sydney, van Moorsel fait partie des athlètes les plus médaillées en s'adjugeant trois médailles d'or. Elle remporte les deux titres sur route (course en ligne et contre-la-montre), et un titre sur piste (poursuite individuelle). Aux Jeux olympiques de 2004, elle devient naturellement la favorite de la course en ligne, mais perd finalement son titre à la suite d'une chute intervenue dans l'avant-dernier tour. Malgré les blessures, elle participe à l'épreuve du contre-la-montre trois jours plus tard et obtient à nouveau le titre olympique. Avec quatre médailles d'or, une d'argent et une médaille de bronze, Leontien van Moorsel est l'une des sportives néerlandaises les plus récompensées aux Jeux olympiques.
Après sa dernière course aux Jeux olympiques de 2004, la poursuite individuelle, van Moorsel met un terme à sa carrière. Elle a plus de 200 victoires à son actif. Elle a également été élue six fois sportive néerlandaise de l'année en 1990, 1993, 1999, 2000, 2003 et 2004.

## Palmarès sur route

### Par années
| - 1985 - Championne des Pays-Bas sur route juniors - 1986 - Championne des Pays-Bas sur route juniors - 1987 - Championne des Pays-Bas sur route juniors - 1988 - 5e étape du Tour d'Aquitaine - 2e du championnat des Pays-Bas sur route - 3e du Tour d'Aquitaine - 1989 - Championne des Pays-Bas sur route - Prologue du Postgiro - 3e de l'Étoile vosgienne - 3e de l'Omloop van het Molenheike - 1990 - Championne du monde du contre-la-montre par équipes (avec Monique Knol, Cora Westland et Astrid Schop) - Championne des Pays-Bas sur route - Tour de Basse-Saxe : - Classement général - 2e, 3e, 5e, 6e, 7e et 8e étapes - 4e étape du Tour de l'Aude - Omloop van het Molenheike : - Classement général - 3e et 4e étapes - 3e et 4e étapes des Drei Tage van Pattensen - 2e et 6e étapes du Tour de la CEE - 2e du Tour de l'Aude - 2e des Drei Tage van Pattensen - 2e du Tour de la CEE - 2e du Circuit des Vignes - 3e du Chrono des Herbiers - 1991 - Championne du monde sur route - 4e étape du Tour de Basse-Saxe - Westfriese Dorpenomloop - Tour de l'Aude : - Classement général - 8e et 9e étapes - Omloop van het Molenheike : - Classement général - 1re et 2e étapes - 3e, 5e, 6e, 8e, 9e et 12e étapes du Tour de la CEE - 2e du Hel van het Mergelland - 2e du Tour de la CEE - 3e du championnat des Pays-Bas sur route - 1992 - Championne des Pays-Bas sur route - 3e et 5e étapes du Tour de Vendée - 1re étape de l'Étoile vosgienne - Tour cycliste féminin : - Classement général - 3e, 4e et 10e étapes - Tour de la CEE : - Classement général - 3e, 8e et 9e étapes - 2e de l'Étoile vosgienne - 8e du Tour de l'Aude - 1993 - Championne du monde sur route - Championne des Pays-Bas sur route - 8e étape du Tour de l'Aude - Drei Tage van Pattensen : - Classement général - 1re étape - Ostlandet 4-Dagens : - Classement général - 3e et 5e étapes - Tour cycliste féminin : - Classement général - 5e, 6e, 8e, 9e et 15e étapes - 5e, 6e et 8e étapes du Tour de la CEE - 2e de l'Étoile vosgienne - 2e du Tour de l'Aude - 2e du Tour de la CEE | - 1997 - Championne des Pays-Bas du contre-la-montre - 1998 - Championne du monde du contre-la-montre - Championne des Pays-Bas sur route - Championne des Pays-Bas du contre-la-montre - Parel van de Veluwe - 1re étape du Holland Ladies Tour - Médaillée d'argent du championnat du monde sur route - 2e du Holland Ladies Tour - 1999 - Championne du monde du contre-la-montre - Championne des Pays-Bas sur route - Championne des Pays-Bas du contre-la-montre - Tjejtrampet - Novilon Euregio Cup - Holland Ladies Tour : - Classement général - 2e et 7e étapes - 2e du Tour Beneden-Maas - 2000 - Championne olympique sur route - Championne olympique du contre-la-montre - Championne des Pays-Bas du contre-la-montre - Tjejtrampet - Trophée d'Or : - Classement général - 1re, 2e, 3e et 4e étapes - 1re, 2e et 4e étapes du Tour d'Italie - 2e du championnat des Pays-Bas sur route - 2e du Rotterdam Tour - 2001 - Championne des Pays-Bas du contre-la-montre - Souvenir Magali Pache - Ster van Zeeland - Tjejtrampet - Emakumeen Bira : - Classement général - 2e et 4e étapes - Acht van Chaam - Prologue du Tour d'Italie - 1re étape du Holland Ladies Tour - 3e de l'Amstel Gold Race - 2002 - Championne des Pays-Bas du contre-la-montre - Novilon Euregio Cup - Amstel Gold Race - Tjejtrampet - 2e étape de l'Emakumeen Bira - Acht van Chaam - Ster van Walcheren : - Classement général - 1re, 2e et 3e étapes - 6e étape de la Grande Boucle féminine internationale - 2e du championnat des Pays-Bas sur route - 10e du championnat du monde du contre-la-montre - 2003 - Circuit de Borsele - Tjejtrampet - 3e étape de l'Emakumeen Bira - Grote Rivierenprijs - 2e du championnat des Pays-Bas du contre-la-montre - 2004 - Championne olympique du contre-la-montre - Championne des Pays-Bas sur route - Ronde van Gelderland - Acht van Chaam - LuK Challenge (avec Mirjam Melchers) - 3e du Tour des Flandres |

### Classements mondiaux
| Année          | 1997 | 1998 | 1999 | 2000 | 2001 | 2002 | 2003 | 2004 |
| Classement UCI | -    | 15e  | 14e  | 4e   | 40e  | 39e  | 90e  | 19e  |
| Coupe du monde | -    | -    | 20e  | 16e  | -    | -    | -    | 31e  |

## Palmarès sur piste

### Jeux olympiques
| Épreuve / Édition | Poursuite | Course aux points |
| Barcelone 1992    | 8e        |                   |
| Sydney 2000       | Or        | Argent            |
| Athènes 2004      | Bronze    |                   |

### Championnats du monde
| Épreuve / Édition | Poursuite | Course aux points |
| 1990              | Or        | 12e               |
| 1991              | 15e       |                   |
| 1992              |           | 18e               |
| 1998              | Argent    | 5e                |
| 1999              | 12e       |                   |
| 2001              | Or        | 5e                |
| 2002              | Or        |                   |
| 2003              | Or        |                   |
| 2004              | 5e        |                   |

### Coupe du monde
- 1998
  - 3e de la poursuite à Hyères
- 1999
  - 1re de la poursuite à Fiorenzuola d'Arda
  - 3e de la poursuite à Mexico
- 2000
  - 1re de la poursuite à Moscou
- 2001
  - 1re de la poursuite à Szczecin
  - 1re de la course aux points à Szczecin
- 2002
  - 1re de la poursuite à Moscou

### Championnats d'Europe
| Épreuve / Édition | Omnium endurance |
| 1998              | Argent           |

### Championnats des Pays-Bas
- 1990
  - 3e du championnat des Pays-Bas de course aux points
- 1991
  -  Championne des Pays-Bas de poursuite
- 1992
  -  Championne des Pays-Bas de poursuite
  - 2e du championnat des Pays-Bas de course aux points
- 1997
  -  Championne des Pays-Bas de poursuite
  - 2e du championnat des Pays-Bas de course aux points
- 1998
  -  Championne des Pays-Bas de poursuite
  -  Championne des Pays-Bas de course aux points
- 1999
  -  Championne des Pays-Bas de poursuite
  -  Championne des Pays-Bas de course aux points
- 2000
  -  Championne des Pays-Bas de poursuite
  -  Championne des Pays-Bas de course aux points
- 2001
  -  Championne des Pays-Bas de poursuite
  -  Championne des Pays-Bas de course aux points
- 2002
  -  Championne des Pays-Bas de poursuite
  -  Championne des Pays-Bas de course aux points

## Records du monde
- Détentrice du record de l'heure entre le 1er octobre 2003 et le 11 septembre 2015 : 46 km 076 à Mexico
- Détentrice du record du monde de poursuite (3 km départ arrêté), lors des Jeux olympiques, le 17 septembre 2000 : 3 minutes et 30,816 secondes

## Distinctions
- Sportive néerlandaise de l'année : 1990, 1993, 1999, 2000, 2003 et 2004
- Cycliste néerlandaise de l'année : 1990, 1991, 1993, 1998, 1999, 2000, 2001, 2003 et 2004